# Реклама для гения
«Реклама для гения» (англ. Art School Confidential) — художественный фильм режиссёра Терри Цвигоффа по мотивам одноимённого комикса Дэниела Клоуза. Другое название фильма — «Тайны школы искусств».

## Сюжет
Юный Джером Платц мечтает стать величайшим художником в мире. Поступив на первый курс престижной школы искусств на восточном побережье США, он был уверен, что благодаря своему таланту станет лучшим учеником школы, а после этого добьётся и мировой известности. Но оказывается, что окружающие не понимают и не признают его природного дара. Что успеха быстрее достигают не те, кто обладает настоящим талантом, а самые дерзкие, умеющие использовать саморекламу, пусть даже и скандальную. И осознав это, Джим решает на пути к славе действовать по принципу «Всё или ничего!».

## В ролях
| Актёр             | Роль                                |
| ----------------- | ----------------------------------- |
| Макс Мингелла     | Джером                              |
| София Майлс       | Одри                                |
| Джон Малкович     | профессор Сэндифорд                 |
| Джим Бродбент     | Джимми                              |
| Анджелика Хьюстон | Учитель истории искусства           |
| Мэтт Кислар       | Джона                               |
| Итан Сапли        | Винс                                |
| Джоэл Мур         | Бардо                               |
| Ник Свардсон      | Мэттью                              |
| Адам Скотт        | Марвин Бушмиллер                    |
| Кэтрин Мённиг     | Кэндис                              |
| Скут Макнейри     | Эрми                                |
| Стив Бушеми       | Боб Д’Аннунцио (в титрах не указан) |